# Isabelle Prévost-Desprez
Isabelle Prévost-Desprez, née le 12 juillet 1959 à Lille, est une magistrate française, actuellement première vice-présidente adjointe au Tribunal judiciaire de Paris.

## Biographie
Isabelle Prévost-Desprez est la fille du docteur Prévost, médecin généraliste à Aniche dans le département du Nord.
Titulaire d'une maîtrise de droit, elle est nommée auditrice de justice en 1983. Substitut du procureur de la République près du tribunal de grande instance de Lille (1984), puis près du tribunal de grande instance de Paris, elle est ensuite juge d'instruction à ce même tribunal (1992). Elle est nommée juge d'instruction au pôle financier du tribunal de grande instance de Paris (1998).
Elle est en 2003 vice-présidente, chargée de l'instruction, au Tribunal de grande instance de Nanterre. En 2005, au même poste mais déchargée de l'instruction (Hauts-de-Seine), elle préside notamment la 15e chambre du Tribunal de grande instance de Nanterre, chargée des affaires financières.
La chancellerie l'a proposée le 5 novembre 2012 pour le poste de première vice-présidente adjointe au tribunal de grande instance de Créteil[réf. nécessaire].
Elle est nommée en 2016 première vice présidente adjointe au tribunal de grande instance de Paris.
En 2020, Isabelle Prévost-Desprez participe à un rassemblement de 150 magistrats contre le garde des sceaux Éric Dupond-Moretti.
Quelques affaires traitées
Elle est intervenue dans différentes affaires, notamment :
- l'affaire des ventes d'armes à l'Angola[7] ;
- le Volter Fund ;
- l'affaire des otages du Liban ;
- l'affaire du Sentier I et II[7] ;

Au début de l'été 2002, Imad Lahoud est mis en examen, pour faux et complicité de faux, par les juges Valérie Salmeron et Isabelle Prévost-Desprez.
En 2018, la XVIe chambre correctionnelle qu'elle préside juge Jawad Bendaoud, Mohamed Soumah (pour  «recel de malfaiteurs terroristes») et Youssef Aït Boulahcen (pour «non-dénonciation de crime terroriste») pour des faits liés aux attentats du 13 novembre 2015.
En 2021, Isabelle Prévost-Desprez juge des policiers de la brigade anti-criminalité pour des faits de corruption, de trafic de stupéfiants, de violences et de procédures falsifiées. Le 26 février, elle préside une audience d'homologation de la Convention judiciaire d'intérêt public concernant des faits de corruption du Groupe Bolloré. En septembre, la Xe chambre correctionnelle qu'elle préside juge Alexandre Benalla.
Affaire Woerth-Bettencourt
En conflit ouvert avec le procureur Philippe Courroye concernant l´affaire Woerth-Bettencourt, elle est mise en examen le 3 juillet 2012, à la suite de la plainte de Liliane Bettencourt pour violation du secret de l'instruction. Le 23 septembre 2013, elle est renvoyée en correctionnelle. Elle est relaxée lors de son procès en 2015. La journaliste d'investigation Sophie Coignard la présentait dans son ouvrage Un État dans l'État comme victime d'un piège tendu par un substitut de procureur. Le parquet a cependant fait appel de la décision. Son avocat persiste à évoquer une tentative de déstabilisation. Le 23 mars 2017, la Cour d'appel de Bordeaux confirme la relaxe.

## Publications
Isabelle Prévost-Desprez est coauteure, aux éditions Fayard, de deux romans, Le Secret d'Arcadia et L'Affaire Coobra, écrits avec Thierry Colombié, ainsi que d'un récit personnel, Une juge à abattre, écrit avec Jacques Follorou et paru en mai 2010. Dans ce dernier livre, elle évoque longuement ses relations tendues avec Philippe Courroye, procureur de la République de Nanterre depuis mars 2007, avec lequel elle avait auparavant coïnstruit, à la fin des années 1990 et au début des années 2000, l'affaire des ventes d'armes à l'Angola (dite « Angolagate »). En effet, la relation des deux magistrats, auparavant sereine, s'est muée en affrontement ouvert depuis que la bataille judiciaire entre Françoise Bettencourt Meyers, fille de Liliane Bettencourt, et François-Marie Banier, ami de la milliardaire et bénéficiaire de divers dons, défraye la chronique, c'est-à-dire depuis l'année 2008.
- Isabelle Prévost-Desprez et Thierry Colombié, Le Secret d'Arcadia : Livre I : 1997, Paris, Fayard, 2007, 372 p. (ISBN 978-2-213-63060-1, BNF 40999619)
- Isabelle Prévost-Desprez et Thierry Colombié, L'Affaire Coobra : 1998, Paris, Fayard, 2008, 435 p. (ISBN 978-2-213-63513-2, BNF 41263138)
- Isabelle Prévost-Desprez et Jacques Follorou, Une juge à abattre (récit), Paris, Fayard, 2010, 247 p. (ISBN 978-2-213-64316-8, BNF 42216884)

## Pour approfondir